# Портрет А. В. Щусева
Портрет А. В. Щусева — картина М. В. Нестерова, написанная в Москве в июне—июле 1941 года. Последняя работа Нестерова в жанре портрета зафиксировала тревожную, напряжённую обстановку первых недель Великой Отечественной войны.

## Предыстория
М. В. Нестеров познакомился с А. В. Щусевым в 1901 году, когда Щусев выполнял росписи трапезной Киево-Печерской лавры. В 1902 году Щусев помог Нестерову в ходе росписи церкви Александра Невского в Абастумани. Неудачно сложенный купол церкви постоянно протекал, только что выполненные росписи разрушались. Щусев быстро определил причины протечек, отвёл скопившуюся в конструкциях купола воду, и дал простые и эффективные рекомендации по его гидроизоляции. В последующее десятилетие Нестеров покровительствовал молодому коллеге: благодаря рекомендациям Нестерова Щусев получил контракты на проектирование интерьеров Троицкого собора в Сумах, церкви в Натальевке, собора Марфо-Мариинской обители и право на участие в конкурсе на проектирование и постройку Казанского вокзала в Москве. В конце жизни Нестеров, критически оценивая собственные работы в храмах, считал лучшими среди них собор в Сумах и собор Марфо-Мариинской обители, выполненные совместно с Щусевым.
К началу 1910-х годов покровительство переросло в товарищество двух равноценных мастеров. Нестеров и Щусев породнились семьями: Нестеров стал крёстным отцом Михаила Щусева (1908—1978), Щусев — крёстным отцом Алексея Нестерова (1907—1942). Семьи жили по соседству: Нестеровы на Сивцевом Вражке, Щусевы в Гагаринском переулке. В послереволюционные годы Щусев и Нестеров не сотрудничали, но поддерживали добрые отношения. Как минимум один раз, предположительно в 1924 году, Щусеву довелось ходатайствовать перед ОГПУ об освобождении Нестерова из-под ареста. В 1938 году Щусев, переживший опалу и отстранённый от архитектурной деятельности, безуспешно ходатайствовал об освобождении арестованного зятя художника Виктора Шрётера. Дочь Нестерова Ольга, арестованная тогда же, вернулась из ссылки инвалидом в 1941 году.

## Создание
История создания портрета известна из частных писем Нестерова, воспоминаний С. Н. Дурылина и автобиографического очерка Щусева, написанного по просьбе Дурылина в 1944 году. В сентябре 1940 года Нестеров в шутку предложил Щусеву написать его портрет в образе смеющегося весельчака. Щусев немедленно согласился, а Нестеров втайне сожалел о неосторожном обещании («Я никогда смеющихся не писал. Это трудно, а я стар.»). Художник знал, что Щусев по состоянию здоровья вряд ли сможет позировать стоя, и сразу решил писать его сидящим. В первой половине 1941 года он несколько раз приходил в дом Щусева и выполнял наброски. Во время одного из этих визитов Щусев, разбирая старые вещи, обнаружил два бухарских халата и тюбетейку, которые он купил в Самарканде ещё в 1896 году. Со слов Щусева, «М. В. [Нестеров] пришёл от них в полный восторг» и немедленно принял решение писать портрет в этих восточных одеждах «… с утра, когда я [Щусев], напившись утреннего кофе, беседую у себя в кабинете, а он меня слушает. Позу он мне дал простую и лицо в профиль, так как боялся, что с фасом не справится, сил мало».
Утром 22 июня 1941 года «бодрый и решительный» Нестеров пришёл в дом Щусева, чтобы начать писать обещанный портрет. Довольно много времени занял поиск удачного освещения, осложнённый цветным рефлексом от розового дома напротив. Вскоре после того, как Нестеров начал набросок углём, Мария Викентьевна Щусева сообщила ошеломляющую новость о германском вторжении. Нестеров проработал ещё три часа, несмотря на то, что врачи разрешили ему лишь двухчасовые рабочие сеансы. В последующие дни Нестеров ежедневно приходил к Щусевым на три-четыре часа; исключением стали лишь несколько дней после начала воздушных бомбардировок Москвы. Со слов Щусева, «держался М. В. спокойно и стойко, как философ и герой … работал с охотой и страстью», но быстро ослабевал и к концу сеанса шатался. Он уже не мог самостоятельно, без посторонней помощи, дойти до дома. Дурылин пригласил Нестерова переехать к нему, в спокойное и безопасное Болшево, но художник предпочёл остаться в Москве, чтобы завершить начатое. В частной переписке Нестеров сообщал, что портрет был готов 13 июля, Щусев же писал, что «только к 30 июля портрет был совсем готов».